# Ołeksandr Strelcow
Ołeksandr Ołeksandrowycz Strelcow (ukr. Олександр Oлександрович Стрельцов, reprezentując Szwajcarię Oleksandr Streltsov; ur. 17 marca 1975) – ukraiński, a później szwajcarski bobsleista. 

## Kariera lekkoatletyczna
Sportową karierę rozpoczął od lekkoatletyki. Podczas mistrzostw świata juniorów w 1994 odpadł w eliminacjach na 100 metrów i w sztafecie 4 × 100 metrów. Na halowych mistrzostwach Europy w 1996 nie przeszedł eliminacji na 60 i 200 metrów.

## Kariera w latach 2001–2005
W latach 2001–2005 reprezentował Ukrainę. Uczestniczył w Igrzyskach Olimpijskich w Salt Lake City w 2002, gdzie w konkursie dwójek wraz z Ołeksandrem Iwanyszynem zajął 34. miejsce na 37 ekip, które dotarły do mety.

## Kariera po 2005
Od roku 2005 reprezentuje Szwajcarię. W 2007 w St. Moritz zdobył srebrny medal mistrzostw świata w bobslejowych dwójkach. 20 stycznia 2008 zdobył wicemistrzostwo Europy w czwórkach.

## Aleksandr Streltsov
Zawodnik często jest mylony z reprezentantem Korei Południowej Aleksandrem Streltsovem.